# مارگارت اوری
مارگارت اوری (انگلیسی: Margaret Avery؛ زادهٔ ۲۰ ژانویهٔ ۱۹۴۴) بازیگر اهل ایالات متحده آمریکا است. وی همچنین نامزد جایزه اسکار بهترین بازیگر نقش مکمل زن برای بازی در نقش شاگ (Shug) در فیلم رنگ ارغوانی است.

## گزیده فیلم‌شناسی

### سینما
- نیروی مگنوم - ۱۹۷۳
- اسکات جاپلین - ۱۹۷۷
- رنگ ارغوانی - ۱۹۸۵
- موج گرما - ۱۹۹۰
- سایبورگ ۳: بازیافت - ۱۹۹۴
- مسئولیت انسان سفید - ۱۹۹۵
- به خانه خوش آمدی روسکو جنکینز - ۲۰۰۸
- مری سربلند - ۲۰۱۸
- مهدکودک بابابزرگ - ۲۰۱۹

### تلویزیون
- آیرونساید - ۱۹۷۳
- کوجک - ۱۹۷۴
- دکتر مارکوس ولبی - ۱۹۷۴
- میامی وایس - ۱۹۸۷
- جکسون‌ها: یک رویای آمریکایی - ۱۹۹۲
- جاگ - ۲۰۰۵
- استخوان‌ها - ۲۰۰۵
- آناتومی گری - ۲۰۱۹
- چیزهای بهتر - ۲۰۱۹
- محله - ۲۰۲۱